# Ngày Khỉ Quốc tế
Ngày Khỉ Quốc tế là một ngày lễ quốc tế không chính thức được tổ chức thường niên vào ngày 14 tháng 12 hàng năm. Ngày lễ được tổ chức và trở nên phổ biến vào năm 2000 bởi Casey Sorrow và Eric Millikin khi cả hai còn là sinh viên nghệ thuật tại Đại học Bang Michigan. Ngày Khỉ được tổ chức nhằm để kỷ niệm con khỉ và "tất cả mọi thứ giống khỉ", bao gồm các loài linh trưởng không phải con người như vượn, tarsiidae và vượn cáo. Ngày Khỉ Quốc tế còn được biết đến với những tên gọi khác như Ngày Khỉ Thế giới hay Ngày con khỉ.